# زيلونغ
زيلونغ Zealong شركة شاي في نيوزيلندا، مقرها في هاميلتون في نيوزيلندا.
تأسست عام 1996. وعقدت اتفاقية تصدير مع الشركة الألمانية تي غيشفندر عام 2016.وكانت أول مزارع شاي تجارية في نيوزيلندا. وهي مختصة في أوراق الشاي عالي الجودة والشاي الأخضر والأسود والعديد من الأنواع الأخرى.